# Branko Tesanić
Branko Tešanić, né le 10 mars 1920 et mort le 25 août 1984, est un ancien arbitre yougoslave (croate) de football.

## Carrière
Il a officié dans une compétition majeure : 
- Coupe du monde de football de 1962 (1 match)